# 安容权
安容权（韓語：안용권，1982年10月15日—）是一名韩国举重运动员，身高1.9米。他曾在2009年举重世锦赛男子105公斤以上级比赛中获得金牌。第二年，在广州亚运会中以416千克仅获男子105公斤以上级举重第4名。